# Hamma ugandensis
Hamma ugandensis är en insektsart som beskrevs av Capener 1971. Hamma ugandensis ingår i släktet Hamma och familjen hornstritar. Inga underarter finns listade i Catalogue of Life.